# Bomber
A Bomber album a brit Motörhead zenekar 1979-ben megjelent, sorrendben harmadik nagylemeze.

## Története
A szintén 1979-es megjelenésű Overkill című lemezükhöz hasonlóan a Bomber is a Motörhead egyik klasszikus albuma. Ismét a The Rolling Stones lemezeken edződött Jimmy Miller producerrel dolgoztak, habár Miller heroinfüggőségből adódó viselkedése időnként megakasztotta a munkát. Ironikus módon az albumot a heroin ellenes Dead Men Tell No Tales (magyarul A hullák nem mesélnek) dal nyitja.
A címadó Bomber dalt Len Deighton azonos című regénye inspirálta, mely egy balsikerű légitámadás történetét meséli el a második világháborúban. A lemezbemutató turnéra egy Heinkel He 111 típusú bombázó 13 méter széles stilizált mását is felépítették, amely a zenészek feje fölött mozgott a dal előadása közben.
A Poison dalban arról énekel Lemmy, hogy milyen volt, amikor tábori lelkész apja elhagyta őket. A Talking Head a televízióról szól, míg az All the Aces a showbizniszről. A Step Down című dalt a gitáros Eddie Clarke énekli.
A Motörhead a lemez felvételeit megszakítva játszott az az évi angliai Reading fesztiválon. A Bomber album több mint 250 ezer példányban kelt el csak Angliában és ezzel ezüstlemez lett. A sikerlistán a 12. helyig jutott az album, a kislemezre kimásolt címadó dal pedig 34. lett.

## Újrakiadások
- 1996-ban a Castle Communications (CMC/Sanctuary) a kislemez B-oldalas "Over the Top" dallal és a The Golden Years (1980) mini-albumon megjelent négy élő felvétellel megbónuszolva CD változatban adta ki újra a Bomber albumot.
- 2005-ben egy kétlemezes deluxe változat jelent meg a Sanctuary-nál. Az első korongon az eredeti album digitálisan feljavított hangzású változata szerepel. A bónusz CD a kislemez B-oldalas "Over the Top" mellett néhány nagylemezes dal alternatív verzióit, az 1980-as The Golden Years mini-album négy számát és egy ráadás élő felvételt tartalmaz.

## Az album dalai

### Eredeti kiadás
Első oldal
1. "Dead Men Tell No Tales" – 3:07
2. "Lawman" – 3:56
3. "Sweet Revenge" – 4:10
4. "Sharpshooter" – 3:19
5. "Poison"  – 2:54

Második oldal
1. "Stone Dead Forever" – 4:54
2. "All the Aces" – 3:24
3. "Step Down" – 3:41
4. "Talking Head" – 3:40
5. "Bomber" – 3:43

### Bónusz felvételek az 1996-os újrakiadáson
1. "Over the Top" – 3:21
2. "Leaving Here" [Live] (Holland, Dozier, Holland) – 3:02
3. "Stone Dead Forever" [Live] – 5:20
4. "Dead Men Tell No Tales" [Live] – 2:54
5. "Too Late Too Late" [Live] – 3:21

### Deluxe változat bónusz CD (2005)
1. "Over the Top" – 3:20
2. "Stone Dead Forever" [alternatív változat] – 4:34
3. "Sharpshooter" [alternatív változat] – 3:16
4. "Bomber" [alternatív változat] – 3:35
5. "Step Down" [alternatív változat] – 3:29
6. "Leaving Here" [Live] (Holland, Dozier, Holland) – 3:02
7. "Stone Dead Forever" [Live] – 5:31
8. "Dead Men Tell No Tales" [Live] – 2:44
9. "Too Late Too Late" [Live] – 3:20
10. "Step Down" [Live] – 3:49

## Közreműködők
- Ian 'Lemmy' Kilmister – basszusgitár, ének
- 'Fast' Eddie Clark – gitár, ének
- Phil 'Philthy Animal' Taylor – dobok